# Gevlekte pijluil
De gevlekte pijluil (Pachetra sagittigera) is een nachtvlinder uit de familie van de uilen, de Noctuidae.

## Beschrijving
De voorvleugellengte bedraagt tussen de 17 en 20 millimeter. De grondkleur van de voorvleugels is lichtgrijs of -grijs met donkere tekening. De ringvlek en niervlek hebben een witte rand en vallen op in het donkere midden van de vleugel, terwijl de tapvlek een donkere rand heeft en meestal donker gevuld is. Bij de golflijn op korte afstand langs de buitenrand van de vleugel bevinden zich een witte vierkante vlek aan de binnenrand en enkele opvallende pijlvlekken. De achtervleugel is vuilwit met een zwart maantje in het midden.

## Waardplanten
De gevlekte pijluil gebruikt diverse grassen als waardplanten. De rups is te vinden van juli tot april en overwintert.

## Voorkomen
De soort komt verspreid over het Europa, Noord-Afrika, Centraal-Azië en het Nabije Oosten voor.

### In Nederland en België
De gevlekte pijluil is in Nederland en België een zeldzame soort. De vlinder kent één generatie die vliegt van eind april tot en met juli.